# ناثان أميس
ناثان أميس (بالإنجليزية: Nathan Ames)‏ هو مخترِع وشاعر أمريكي، ولد في 17 نوفمبر 1826 في Roxbury, New Hampshire ‏ في الولايات المتحدة، وتوفي في 17 أغسطس 1865 في Saugus, Massachusetts ‏ في الولايات المتحدة.